# Dome S101
De Dome S101 is een raceauto die specifiek ontworpen werd voor de regels van het FIA SCC-kampioenschap en de ACO LMP1, waaronder het mee kon doen aan de 24 uur van Le Mans. 

## Racing for Holland

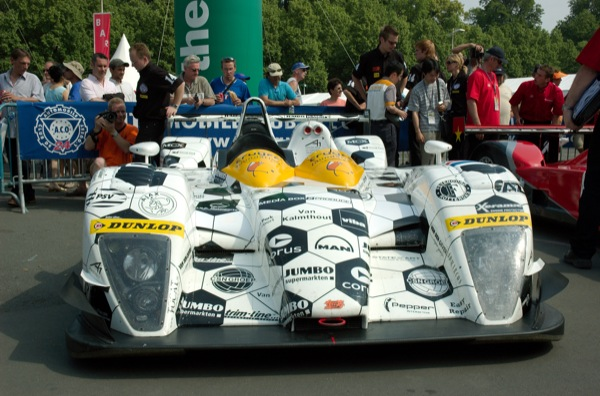
Racing for Holland's Dome S101-Judd bij de 24 uur van Le Mans (2006).

Racing for Holland heeft vele jaren als primaire klant van Dome met de S101 aan het FIA Sportscar kampioenschap en de Le Mans-series meegedaan. 
Met als beste prestatie een zesde plaats in de 24 uur van Le Mans van 2003.

## Motor
De raceauto bevat een motor van Judd GV4 V10, in een hoek van 72 graden met vier kleppen per cilinder.